# Roger Stéphane
Pour les articles homonymes, voir Stéphane et Worms.
Ne doit pas être confondu avec Stéphane Roger.
Roger Stéphane, né Roger Worms le 19 août 1919 dans le 17e arrondissement de Paris, ville où il est mort le 4 décembre 1994 dans le 7e arrondissement, est un écrivain et journaliste français, ancien résistant et cofondateur de L'Observateur.
Engagé aux côtés du Parti communiste, c'est aussi un esthète qui admire Stendhal, Proust et T. E. Lawrence. Éclectique dans ses choix, il a consacré des ouvrages aussi bien à Habib Bourguiba qu'à son vieil ami Georges Simenon avant de faire lui-même l'objet de plusieurs biographies. Homosexuel assumé, il a été l'un des premiers militants de la cause homosexuelle.

## Biographie
Né en 1919 dans une famille de la bourgeoisie juive du milieu des affaires, Roger Worms a pour répétiteur privé René Étiemble, avec lequel il entretient une correspondance régulière dès l'âge de quinze ans. Les études traditionnelles ne l'intéressant guère, il quitte l'enseignement secondaire sans avoir passé son baccalauréat.
Tout en militant au Parti communiste, il fréquente les milieux littéraires, où il est remarqué par Gide, Roger Martin du Gard ou Cocteau, et ne fait pas mystère de son homosexualité.
Durant l'Occupation, il s'engage dans la Résistance en 1941 et participe à la création du réseau et du journal Combat. En mai 1942, il est arrêté et interné au camp de Fort Barraux, d'où il s'évade en novembre. Membre du mouvement de résistance Combat, il se rend à Vichy dans l'idée de se renseigner sur les éventuelles connexions entre Jardin, secrétaire général, et Giraud. Le 11 mars il est reçu par le garde des Sceaux en se présentant sous le nom de Robert Saleve, un de ces anciens étudiants désirant écrire une histoire sur l'armistice. Il est arrêté à la sortie du restaurant Chanteclerc, puis relâché. Six jours plus tard 17 mars 1943, il est de nouveau arrêté et cette fois emprisonné à Évaux-les-Bains dans le Grand Hôtel des Thermes transformé en confortable résidence surveillée, à la libération de laquelle il participe le 8 juin 1944. Le 20 août 1944, deuxième jour de l'insurrection, il dirige sous les ordres d'Aimé Lepercq les FFI du CDLR, dont Gérard Philipe, chargés de mettre en batterie l'Hôtel de ville de Paris libéré dès l'aube par une trentaine d'entre eux sous la direction de Léo Hamon avec la complaisance des deux cents agents présents. Il arrête Pierre Taittinger au nom du CDL de la Seine. Il poursuit le combat dans la brigade Alsace-Lorraine d'André Malraux. Attaché au Ministère de l'Intérieur, il fait révoquer les préfets nommés par Vichy.

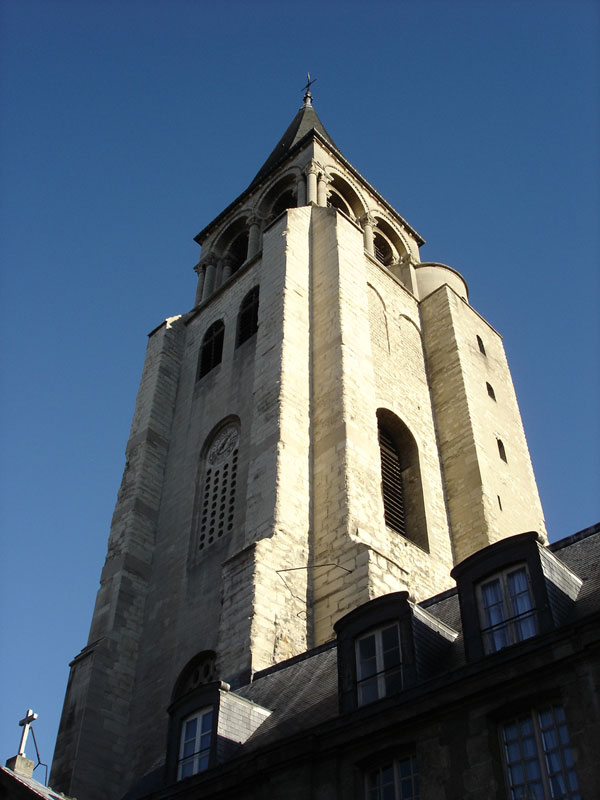
Paris : le clocher de l'église Saint-Germain-des-Prés.

Chroniqueur politique et critique littéraire aux Temps modernes, à Paris-Soir et à Combat, il fonde L'Observateur politique, économique et littéraire en 1950 avec Claude Bourdet et Gilles Martinet. En quelques années, celui que l'on surnomme l'« aventurier au nœud papillon » en raison de ses allures de dandy est devenu une figure centrale de la presse française mais aussi du cénacle intellectuel de Saint-Germain-des-Prés. Ses familiers se nomment Roger Vailland, Jean-Paul Sartre, Simone de Beauvoir, Jean Genet, Louis Aragon, François Mauriac, Georges Simenon ou Marcel Jouhandeau. 
Partisan de la décolonisation, à l'occasion de la guerre d'Indochine et de la guerre d'Indochine, il dénonce les manoeuvres, pour faire interdire la pièce de théâtre "Le colonel Foster plaidera coupable" en mai 1952, du préfet de police de Paris Jean Baylot, connu pour ses ruses et son anticommunisme:

« Le rusé Baylot aura recours à un autre piège : pendant les premières représentations , quelques agents de police déguisés pourront fomenter des désordres assez opportuns pour interdire les spectacles qui troublent l'ordre public »

.
Le mois suivant, il est l'auteur d'un des cinq articles d'un numéro spécial du journal de Jean-Paul Sartre Les Temps modernes, consacré au complot des pigeons, où il dénonce à nouveau les ruses du préfet de police de Paris Jean Baylot,. En mars 1955, alors que la guerre d'Indochine est terminée depuis près d'un an, il est incarcéré à la prison de Fresnes, trois semaines, sous le régime de détenu politique pour intelligence avec l'ennemi, dans le cadre de l'affaire des fuites de la défense nationale .
En tant que producteur de télévision, en collaboration avec Roland Darbois au cours des années 1960, il est responsable de l'émission Pour le plaisir ainsi que d'un documentaire intitulé Proust, l'art et la douleur, Proust à qui il consacre aussi un « portrait-souvenir » irremplaçable sous la forme d'interviews réalisées auprès des anciens amis de l'écrivain disparu quarante ans plus tôt : Céleste Albaret, Emmanuel Berl, Jean Cocteau, Armand de  Gramont, Daniel Halévy, François Mauriac, Paul Morand, Jacques de Lacretelle, Philippe Soupault, Hélène Soutzo, Simone de Caillavet… Dans ce document audiovisuel en noir et blanc tourné peu avant la mort de certains des protagonistes, le spectateur voit et entend les proches de Proust (mort en 1922), notamment quand plusieurs d'entre eux imitent sa voix et ses intonations.
Volontiers en retrait par rapport aux personnalités qu'il interroge, il pratique ce que sa biographe Régine Deforges appellera la « passion d'admirer », ne brigue pas une gloire immédiate et parle peu de lui. Deux exceptions méritent toutefois d'être signalées : d'abord un récit autobiographique en 1952, Parce que c'était lui, où Roger Stéphane se réaffirme comme homosexuel ; et beaucoup plus tard, vers la fin de sa vie, Tout est bien, chronique désabusée qui lui vaut un regain d'intérêt de la part du grand public.

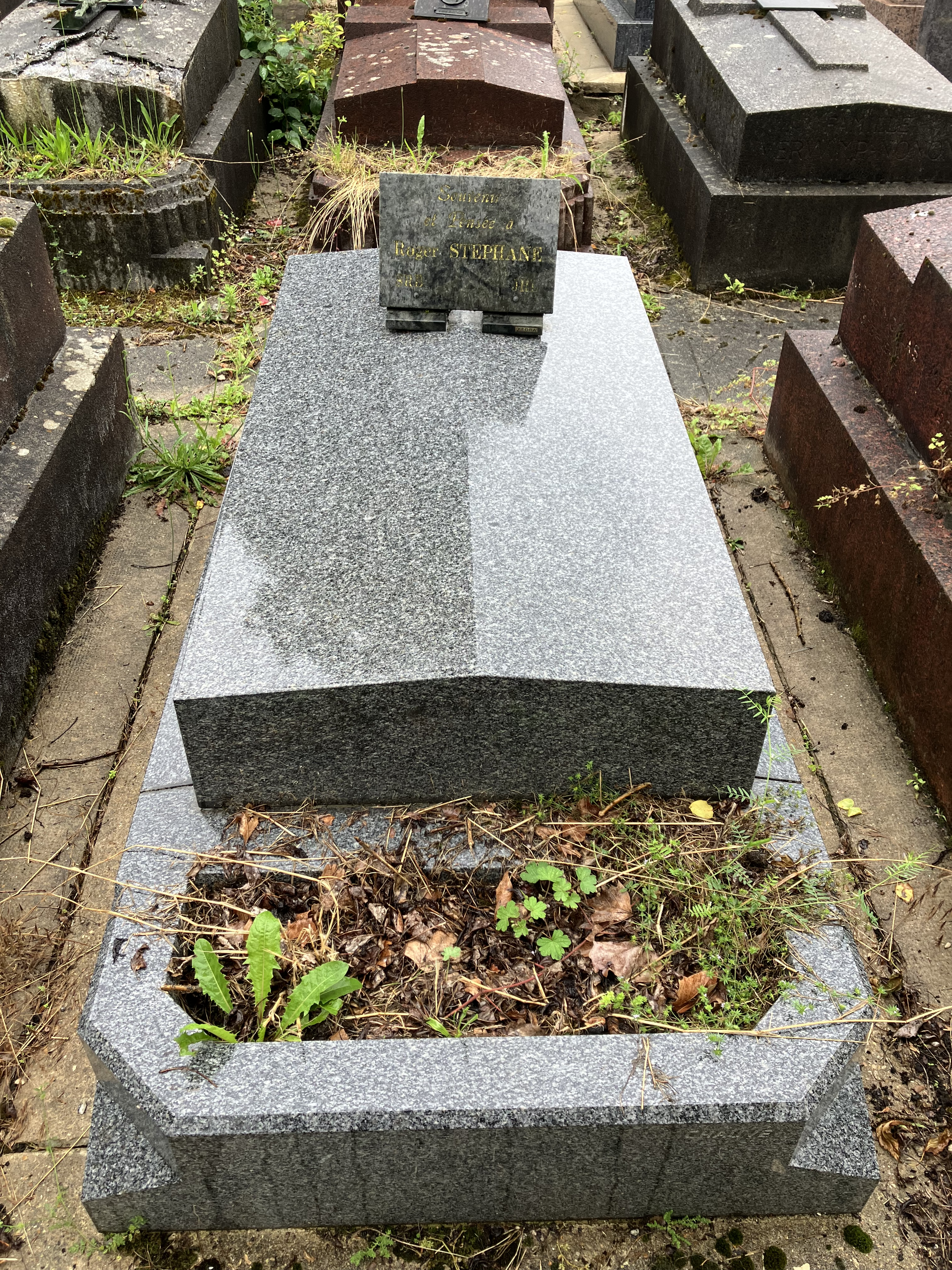
Tombe de Roger Stéphane au cimetière parisien d'Ivry (division 7).

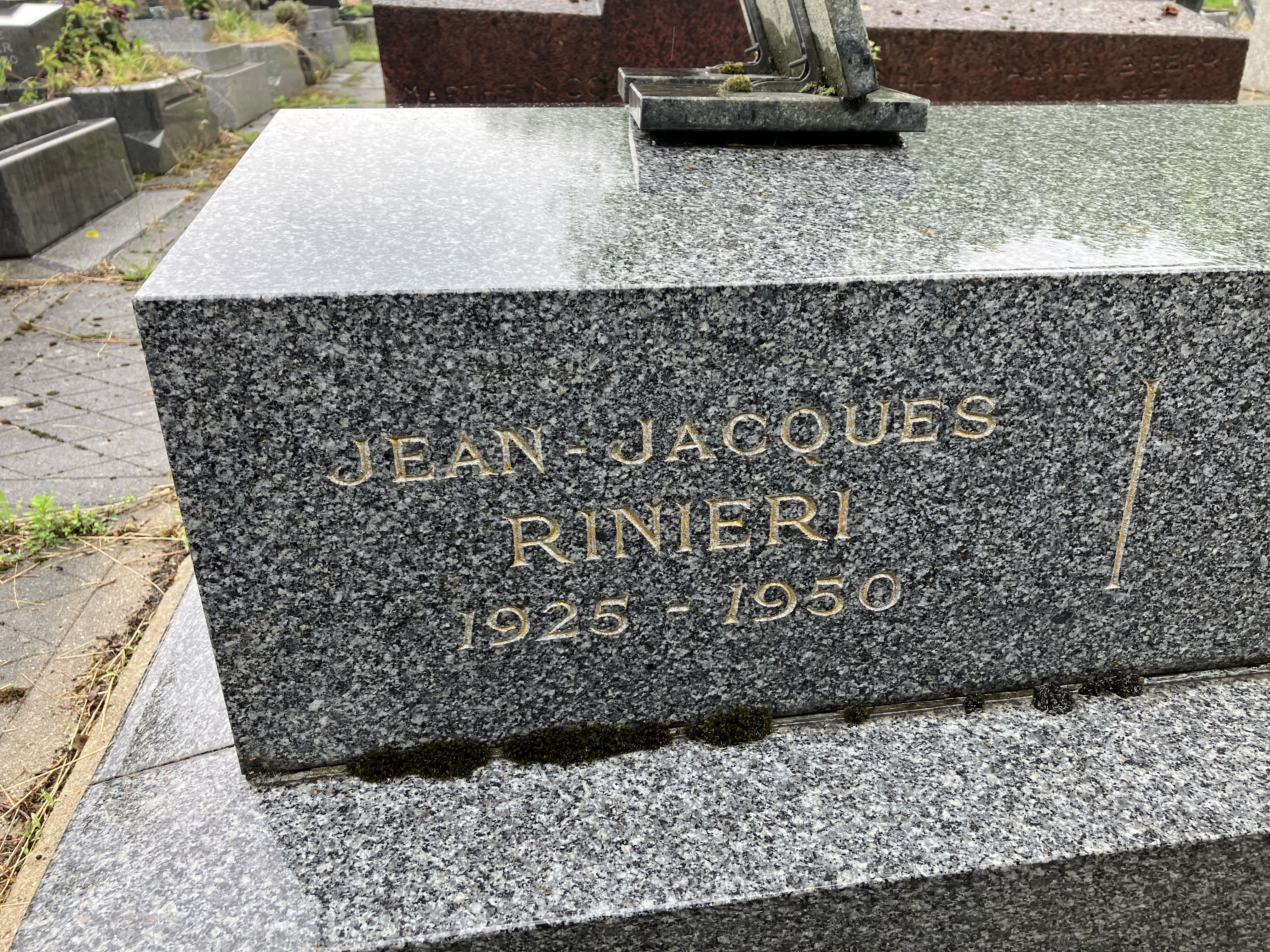
Prénom et nom de son compagnon sur sa tombe, qui est au cœur du récit Parce que c'était lui (1953).

Malade et appauvri, il se suicide le 4 décembre 1994, et est inhumé au cimetière parisien d'Ivry (7e division).

## Œuvres
- Chaque homme est lié au monde, préface d'Emmanuel d'Astier, Paris : Sagittaire, 1946.
- Questions du communisme, Confluences, 1948.
- Portrait de l'aventurier : T. E. Lawrence, Malraux, Von Salomon  (précédé d'une étude de Jean-Paul Sartre), Paris : Sagittaire, 1950. Réédité en 1965 (Grasset), 1972 (coll. 10x18), 1995 (Grasset), 2014 (coll. Points aventure)
- Théâtre de destin, La Table ronde, 1953.
- Parce que c'était lui (chronique), La Table Ronde, 1953 ; rééd. H&O 2005, préface d'Olivier Delorme.
- Brèves prisons , Julliard, 1955.
- La Tunisie de Bourguiba, Plon, 1958.
- L'Ascenseur, roman, Robert Laffont, 1960.
- T. E. Lawrence, Gallimard/Bibliothèque idéale, 1960.
- Georges Simenon, RTF, 1963 (avec Roland Darbois).
- Jean Cocteau, RTF, 1964.
- Toutes choses ont leur saison, Fayard, 1979.
- Autour de Montaigne, Stock, 1986, prix Albéric-Rocheron de l'Académie française en 1987.
- Tout est bien, chronique, Quai Voltaire, 1989.
- Portrait-souvenir de Georges Simenon, Quai Voltaire, 1989.
- Rue Laszlo Rajk, une tragédie hongroise, Odile Jacob, 1991.
- La Gloire de Stendhal, textes réunis et préfacés par Roger Stéphane, Quai Voltaire, 1994.
- Des hommes libres, 1940-1945 : La France libre par ceux qui l'ont faite, Grasset, 1998 (avec Daniel Rondeau).
- Fin d'une jeunesse, Carnets 1944-1947, Table ronde, 2004.

## Hommages
La Ville de Paris a nommé le square Roger-Stéphane en 2008, dans le (7e arrondissement) en sa mémoire.